# Ole Olsen (réalisateur)
Ole Olsen est un producteur et réalisateur danois, né le 5 mai 1863 à Tangemose au Danemark et mort le 4 octobre 1943 à Hellerup.
Il a fondé la Nordisk Film.

## Biographie
Né en 1863, Ole Olsen débuta comme artiste de foire avant de se lancer dans le cinéma. Dès 1880, il gagna de l’argent en présentant sous forme de peep show un dessin paru dans un journal illustrant la tentative d’assassinat spectaculaire du chef du gouvernement danois J. B. S. Estrup. La version d’Ole Olsen est qu’il loua une boîte avec un viseur pour ce que son propriétaire estimait être le salaire d’une journée : 5 couronnes. À la fin de la journée, Ole Olsen avait 260 couronnes en poche. Il est difficile de savoir si cette histoire est vraie ou non, mais cette anecdote est révélatrice de sa compréhension du public et de sa fascination pour les événements sensationnels.
Après avoir gagné une petite fortune en gérant un grand cinéma à Malmö, en Suède, il retourne à Copenhague et obtient la permission d’ouvrir une salle de spectacle, le BiografTeatret, dans le centre-ville. Un peu à la manière des pionniers qui fondèrent Hollywood, il fut poussé à créer une compagnie de production, n’ayant pas assez de nouveaux films pour satisfaire une clientèle avide d’images et sans cesse grandissante. Il acheta donc un terrain à Valby, dans la banlieue de Copenhague, qui demeure le quartier général et le studio de la compagnie. Il réalisa bientôt qu’il ne devait pas se cantonner à produire des films et à les programmer dans son propre cinéma. Pourquoi ne pas organiser un laboratoire et s’occuper de la distribution ? Très tôt, Ole Olsen comprit qu’une organisation verticale serait bénéfique, idée considérée alors comme risquée. Rétrospectivement, c’était la décision la plus sage.

## Filmographie partielle
comme producteur
- 1913 : Atlantis d'August Blom
- 1916 : La Fin du monde (Verdens undergang) d'August Blom
- 1918 : Le Vaisseau du ciel (Himmelskibet) de Holger-Madsen